# Noyant-la-Plaine
Noyant-la-Plaine é uma ex-comuna francesa na região administrativa da Pays de la Loire, no departamento de Maine-et-Loire. Estendeu-se por uma área de 4,99 km². Em 2010 a comuna tinha 324 habitantes (densidade: 64,9 hab./km²).
Em 1 de janeiro de 2016 foi fundida com as comunas de Ambillou-Château e Louerre para a criação da nova comuna de Tuffalun.